# Колиџ Корнер (Охајо)
Колиџ Корнер (енгл. College Corner) град је у америчкој савезној држави Охајо.

## Демографија
По попису из 2010. године број становника је 407, што је 17 (-4,0%) становника мање него 2000. године.
| Група             | 2000.       | 2010.       |
| Белци             | 419 (98,8%) | 394 (96,8%) |
| Афроамериканци    | 1 (0,2%)    | 4 (1,0%)    |
| Азијати           | 0 (0,0%)    | 1 (0,2%)    |
| Хиспаноамериканци | 0 (0,0%)    | 1 (0,2%)    |
| Укупно            | 424         | 407         |